# Brigitte Foster-Hylton
Brigitte Ann Foster-Hylton, jamajška atletinja, * 7. november 1974, Saint Elizabeth, Jamajka.
Nastopila je na poletnih olimpijskih igrah v letih 2000, 2004, 2008 in 2012, dosegla je šesto in osmo mesto v teku na 100 m z ovirami. Na svetovnih prvenstvih je v isti disciplini osvojila naslov prvakinje leta 2009 ter srebrno in bronasto medaljo, na panameriških igrah je osvojila naslov prvakinje leta 2003, na igrah Skupnosti narodov pa leta 2006. 